# 青春ジャズ娘
『青春ジャズ娘』（せいしゅんジャズむすめ）は、1953年に公開された松林宗恵監督の日本映画。

## スタッフ
以下のスタッフ名はKINENOTEに従った。
- 監督 - 松林宗恵
- 脚本 - 北田一郎、蓮池義雄
- 製作 - 杉原貞雄、金田良平
- 撮影 - 西垣六郎
- 美術 - 加藤雅俊
- 音楽 - 大森盛太郎
- 録音 - 鈴木勇
- 照明 - 矢口明

## キャスト
以下の出演者名と役名は特に記載がない限りKINENOTEに従った。
- 片山明彦 - 後藤春彦
- 新倉美子 - 浅井俊子
- フランキー堺 - 青木正二
- 安西郷子 - 皆川京子
- 高島忠夫[3] - 田原
- 君島靖二 - 杉本
- 小笠原弘 - 野村
- 天知茂 - 石川
- 柳家金語楼 - 後藤金兵衛
- 古川緑波 - 浅井良策
- 三島雅夫 - 山崎権平
- 大泉滉 - 安木
- 清川虹子 - 皆川夫人
- 関千恵子 - マダム由紀子
- 水島道太郎 - 三上
- 田中春男 - 森田
- ティーブ・釜萢[2] - 片倉
- 伴淳三郎 - パー・アジャ
- 益田キートン - 酔っ払いの男
- 江利チエミ - 歌手
- 高英男 - 歌手
- ナンシー梅木 - 歌手
- 笈田敏夫 - 歌手
- ウィリー・ジェームス - 歌手